# Rarášek (vír)

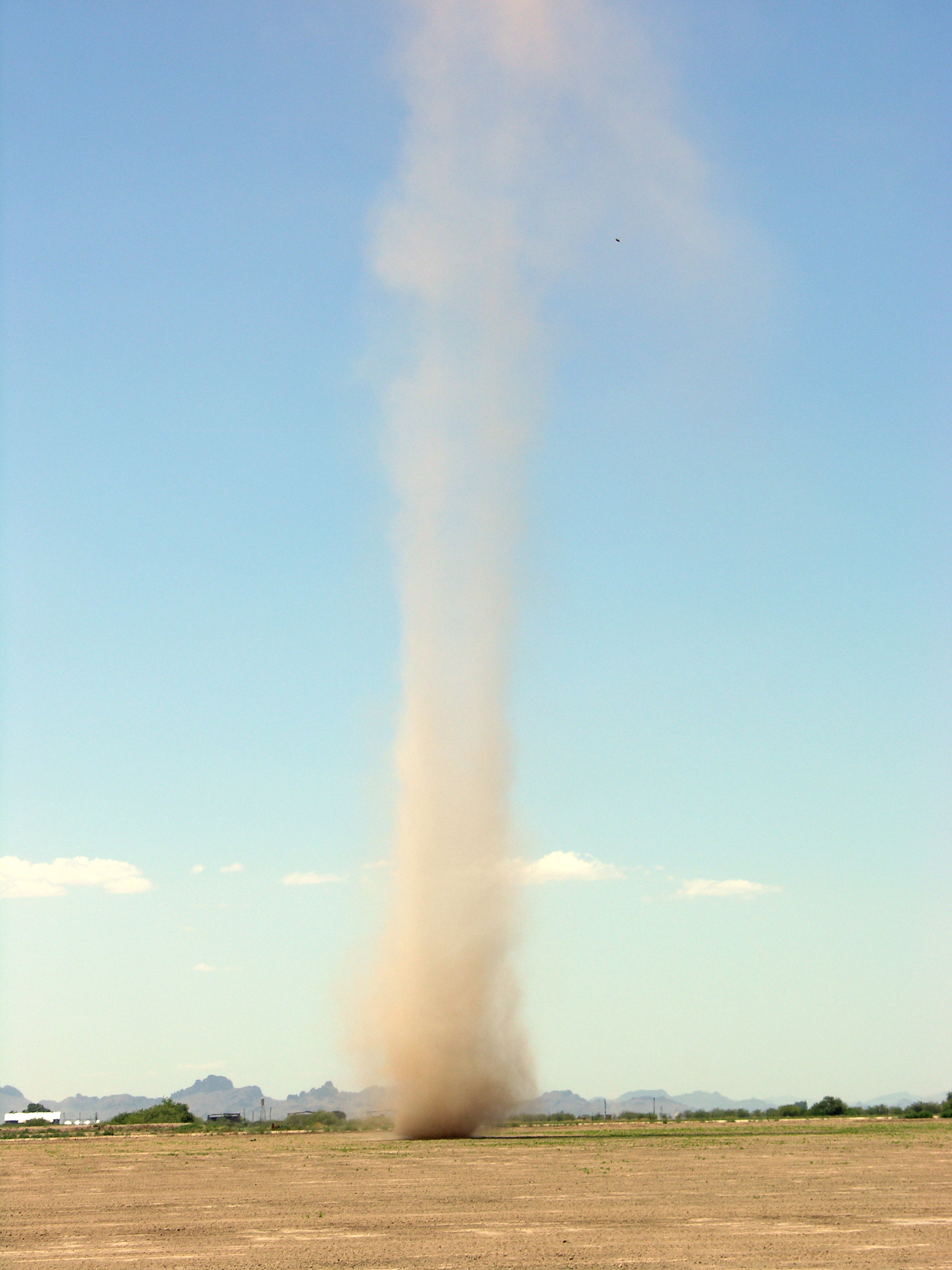
Rarášek v Arizoně

Rarášek (nebo také prachový ďábel, anglicky dust devil) je písečný vír, který vzniká cirkulací vzduchu na teplém či suchém povrchu a studeného vzduchu z oblačnosti.
Síla vztlaku (větru) dosahuje 50 km/h až 100  km/h.
Jediné nebezpečí spočívá v uvolňování různých částic a plynů do ovzduší (písek se v případě kontaktu s člověkem či zvířetem může dostat do různých otvorů (oči, uši, vdechnutí)).
Rarášci jsou známi i z povrchu Marsu, kde mimo jiné dokážou očišťovat solární panely pozemských sond a tím prodlužovat jejich funkčnost.

## Další druhy

### Popeloví
Žhavá škvára pod čerstvě uloženým popelem v nedávno vypálených oblastech může někdy vytvářet četné prachové rarášky.
Menší hmotnost a tmavší barva popela mohou vytvářet prachové čerty, které jsou viditelné stovky metrů ve vzduchu.
Popelové víry se tvoří podobně jako prachové  a jsou často k vidění v nestabilních dnech v místech spálenišť po nedávných požárech.
Popeloví rarášci jsou běžní v těžebním městě Tsagaan Khad v provincii Jižní Gobi v Mongolsku. Vznikají, když rarášci zvednou velké množství naskladněného uhlí. Díky své tmavé barvě některé připomínají tornáda.

### Ohniví
Ohnivé víry nebo rarášci, někdy nazývané ohnivá tornáda, lze pozorovat při intenzivních požárech hořlavých stavebních konstrukcí nebo častěji při požárech lesů či křovin. Ohnivý vír je vírový útvar hořících plynů uvolňujících se z hořlavého materiálu. Geneze víru je pravděpodobně podobná genezi prachového raráška. Na rozdíl od prachového čerta je nepravděpodobné, že by výšky, které dosahují turbulence v okolních plynech, bránily vytvoření stabilní mezní vrstvy mezi rotujícími/vznikajícími plyny vzhledem k okolním plynům. Vír ohnivých plynů je větší než viditelná výška vertikálních plamenů.

### Senní
„Senný ďábel“ je jemný vír, který se tvoří v teplém vzduchu nad poli čerstvě posečeného sena. Vír vzniká ze sloupu horkého vzduchu stoupajícího od země za klidných slunečných dnů, který neškodně pohazuje a víří stébly a chomáči sena ve vzduchu, často k radosti dětí a přihlížejících.

### Sněžní
Za stejných podmínek může vzniknout sněhová vichřice, sněhový čert nebo někdy označovaný jako „snownado“, i když diferenciální ohřev je v zasněžených oblastech obtížnější.

### Parní
Parní rarášci jsou malé sloupce nasyceného vzduchu o různé výšce, ale malém průměru, které vznikají, když studený vzduch leží nad mnohem teplejší vodní plochou nebo nasyceným povrchem. Často jsou také pozorovány v páře stoupající z elektráren.